# Битка при Сисак
Битката при Сисак се провежда на 22 юни 1593 г. при град Сисак между войските на Хабсбургската и Османската империя. Завършва с пълна победа на християнската армия, съставена основно от хървати.
Войската на Хабсбургите е предвождана от Рупрехт фон Егенберг, а хърватските части в нея са под командването на бана на Хърватия Тома Ердоди. В състава на християнската войска има и словенски части от Крайна, както и около 500 сърби. Общата численост на християнската войска е 5800 души. Османските сили са предвождани от босненския бейлербей Тели Хасан Паша и значително превишават броя на противника, но не успяват да се възползват от това си преимущество. Освен това армията на Хабсбургите използва умело и тежката артилерия, с която разполага. Турците отстъпват и мнозина от тях се удавят в река Купа. За разлика от многобройните загуби на турците в жива сила, християнската войска дава минимални жертви.